# Portret Chopina

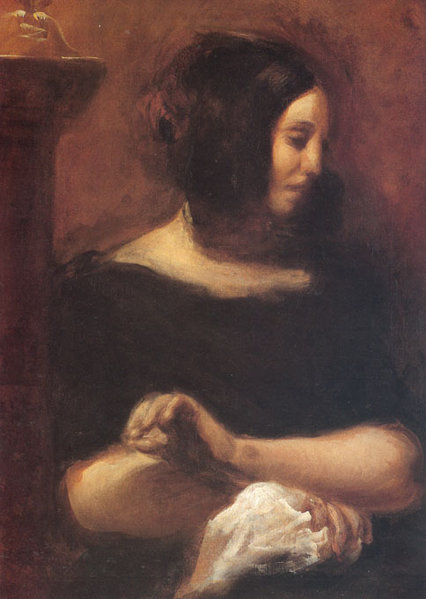
Portret George Sand

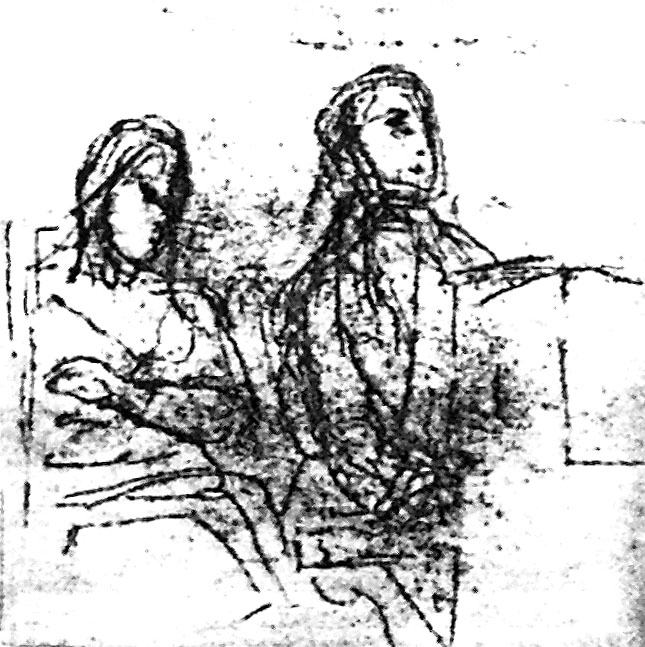
Delacroix, szkic do obrazu, 1838

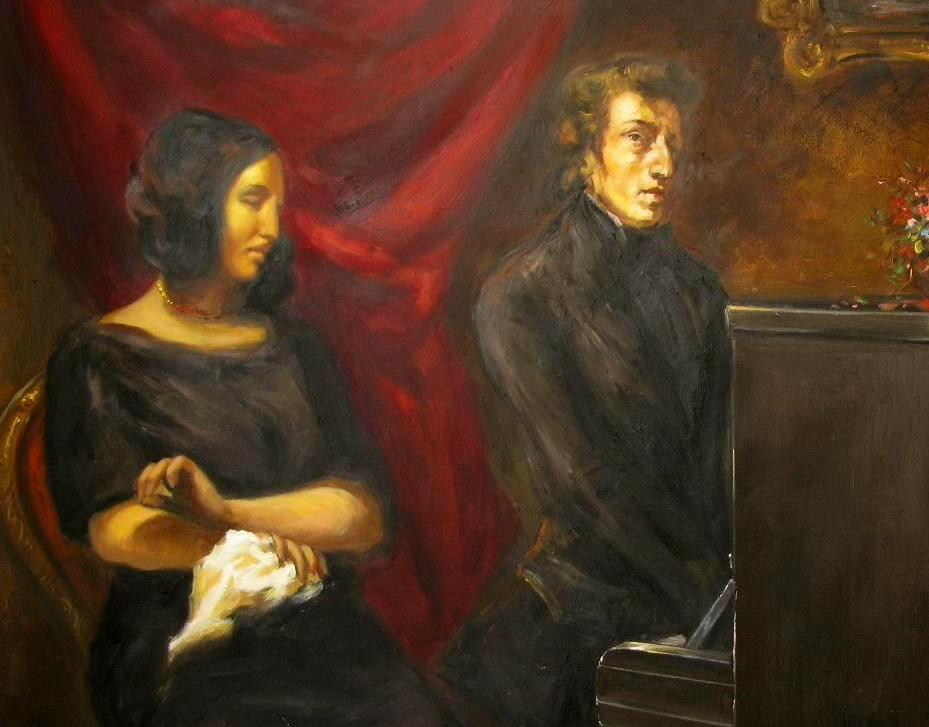
Hipotetyczna współczesna rekonstrukcja obrazu

Portret Chopina – obraz wykonany ok. 1838 przez Eugène’a Delacroix, obecnie znajdujący się w zbiorach paryskiego Luwru. Portret jest częścią nigdy nieukończonego obrazu Chopin i George Sand, który w XIX wieku został rozcięty. Drugi fragment, przedstawiający George Sand, znajduje się w zbiorach Ordrupgaard-Museum w Kopenhadze. Jest to zapewne najbardziej znany portret Fryderyka Chopina.

## Obraz
Dokładna data oraz okoliczności powstania podwójnego portretu Sand i Chopina nie są znane. Do śmierci malarza płótno pozostawało w jego pracowni, po czym przeszło w ręce rodziny Duttileux. W 2. połowie XIX wieku (dokładna data nie jest znana) przedstawienia George Sand i Chopina zostały z obrazu wycięte, a następnie sprzedane. Właścicielem portretu Chopina był pianista Antoine François Marmontel, którego syn Antonin przekazał dzieło Luwrowi w 1907.
Po wycięciu z całości kompozycji wizerunek Chopina sprawia wrażenie samodzielnego portretu, skupiającego na sobie całą uwagę widza. Kompozytor ukazany jest w trzech czwartych, na ciemnym tle, w ciemnym ubraniu i z zaczesanymi do tyłu bujnymi włosami. Widoczne są ślady pędzla (dzieło jest nieukończone).
W zbiorach Luwru zachował się ogólny szkic do obrazu, z którego wynika, iż pierwotnie postać Sand znajdowała się z lewej strony, a Chopina z prawej, przy fortepianie. Sand wyszywa i słucha gry Chopina z półprzymkniętymi oczami.

## Delacroix a Chopin
Dokładna data pierwszego spotkania Chopina i Delacroix nie jest znana, ale przypuszczalnie miało ono miejsce w 2. połowie lat 30. XIX wieku. Pierwszy dowód tej przyjaźni – albo przynajmniej znajomości – pochodzi z korespondencji z 1838, w której Chopin zwrócił się do Delacroix z prośbą o przechowanie jego fortepianu. Pierwsza wzmianka na temat polskiego kompozytora w dzienniku Delacroix pojawiła się później, 28 stycznia 1847, z okazji obiadu u znajomej George Sand, Madame Marliani. Między Chopinem i Delacroix nawiązała się przyjaźń, oceniana przez współczesnych badaczy jako „najszczersza”. Delacroix miał być jednym z niewielu prawdziwych przyjaciół Chopina. Malarz interesował się muzyką (w dzieciństwie uczył się gry na skrzypcach); nie jest jednak pewne, czy kompozytor interesował się sztuką. Jak wynika z zapisku Sand (którego prawdziwość jest współcześnie kwestionowana), Chopin kompletnie nie znał się na malarstwie czy rzeźbie.
W 1842 George Sand zaprosiła swoich znajomych, w tym Chopina i Delacroix, a także np. Ferenca Liszta, do swojej posiadłości w Nohant. Z tego okresu pochodzą dwa listy do Perreta, w których Delacroix wzmiankował Chopina. W liście z 22 czerwca Delacroix pisał: Widziałem się sam na sam z Chopinem, którego bardzo kocham, a który jest człowiekiem rzadkiej dystynkcji; to najprawdziwszy artysta, jakiego kiedykolwiek spotkałem. Jest jednym z tych niewielu, których można podziwiać i czcić.
Przyjaźń obu artystów trwała do końca życia Chopina, aczkolwiek Delacroix nie był obecny przy jego śmierci, gdyż przebywał wówczas poza Paryżem. Na jego pogrzebie niósł wraz z Aleksandrem Czartoryskim, Augustem Franchomme’em i Gutmannem końce całunu. Malarz stanął na czele komitetu budowy pomnika Chopina, odsłoniętego w 1850 na cmentarzu Père-Lachaise.